# Liubimovka (Kórenevo)
Liubimovka (en ruso: Любимовка) es un pueblo ruso perteneciente al óblast de Kursk. Situado en el suroeste del país, forma parte del distrito de Kórenevo.
El pueblo se encuentra ocupada por Ucrania desde el 7 de agosto de 2024, en el marco de la Incursión ucraniana en el óblast de Kursk de agosto de 2024. 

## Geografía
Liubimovka está situado a orillas del río Snagost, 15 km al sureste de Kórenevo y 93 km al suroeste de Kursk. A 9 km está la frontera entre Rusia y Ucrania, y forma parte de la región histórica de Ucrania Libre.

## Historia
En 1707, los hermanos Ivan y Andréi Shchekin construyeron la Iglesia de la Intercesión en su finca de Liubimovka.
El 7 de agosto de 2024, el pueblo fue escenario de una incursión en la óblast de Kursk de las Fuerzas Armadas de Ucrania en el transcurso de la guerra ruso-ucraniana.El 15 de agosto, el gobierno ucraniano anunció la formación de una administración militar para brindar ayuda humanitaria a los civiles y mantener la ley y el orden, donde se integró a Liubimovka.

## Demografía
La evolución demográfica de Liubimovka entre 2002 y 2010 fue la siguiente:
| 747                            | 560 |
| (Fuente: Population of Russia) |     |